# Le Rêve du maître de ballet
Pour plus de détails, voir Fiche technique et Distribution.
Le Rêve du maître de ballet est un film muet français réalisé par Georges Méliès, sorti en 1903.

## Synopsis
Un maître de ballet va se mettre au lit, aidé en cela par sa bonne. Il danse, même en se déshabillant et s'endormant. Deux jeunes femmes sortent de son rêve et dansent dans la chambre. La chambre se transforme alors en caverne, où s'active une danseuse. Le maître de ballet émerge à moitié de son sommeil ; la danseuse souhaite l'entraîner avec elle, mais il la frappe. Il se réveille et voit qu'il se débat avec son oreiller.